# Élie de Vassoigne
 (juillet 2014).
Si vous disposez d'ouvrages ou d'articles de référence ou si vous connaissez des sites web de qualité traitant du thème abordé ici, merci de compléter l'article en donnant les références utiles à sa vérifiabilité et en les liant à la section « Notes et références ».
Élie Jean de Vassoigne, né le 27 mai 1811 à Rivière-Salée (Martinique) et mort le 3 novembre 1891 à Paris, est un général français.
Il s'est illustré dans la Baltique en 1854 contre les Russes (Campagne de Bomarsund), puis commanda de 1854 à 1856 le corps d'occupation de la Grèce durant la guerre de Crimée. Puis, en 1859-1860 il part en campagne en Chine commandant le 3e régiment de Marine de la brigade du général Collineau, puis il est envoyé au Tonkin, en Annam et en Cochinchine de 1860 à 1861. Le 27 février 1861, lors de l'attaque des forts de Ki-Hoa, il est gravement blessé par une flèche. En 1870, il participe à la bataille de Sedan, lors de la Guerre franco-allemande de 1870.

## Biographie
Élie Jean de Vassoigne est le fils d'Élie Auguste Vassoigne et de Marie Anne Joséphine Aubert de La Baume. C'est également le frère du général Jules Jean Pierre de Vassoigne (1813-1886),. Il est né le 27 mai 1811 à Rivière-Salée, localité de la Martinique.
Son dossier militaire (Service historique de défense à Vincennes) laisse peu de place à sa jeunesse coloniale qui marque son esprit comme elle marquera celui de son jeune compatriote Brière de l'Isle.
Après des études secondaires, il quitte son île natale et entre à l'école militaire de Saint-Cyr le 11 novembre 1827. Sa promotion est composée de 179 élèves (dont 6 mourront pour la France).
Promu sous-lieutenant le 1er octobre 1829, il est affecté au 45e régiment d'infanterie de ligne. À la réorganisation des Troupes de la Marine (sous Louis-Philippe), il se porte volontaire pour cette arme. Ainsi, de 1830 à 1853, il séjourne dans les colonies de la Martinique et de la Guadeloupe où il épouse le 10 mai 1841, Louise Vernias, fille de l'ancien maire de la commune des Abymes, membre du Conseil colonial.
En 1854, il rejoint la métropole. Placé sous les ordres du contre-amiral Parseval des Chênes, il prend la tête d’une partie du corps expéditionnaire franco-anglais qui assurera la victoire sur les Russes en mer Baltique. Son groupe est composé de 400 marins, 500 soldats de Marine appartenant aux 1er et 2e régiments de Marche de l’Infanterie de la Marine (dont héritera les 1er, 2e et 21e RIMa) et un bataillon de 180 fusiliers de la Marine royale anglaise.
Partie de Brest le 20 avril 1854, l’escadre arrive en mer Baltique le 22 juin (campagne de la Baltique). Commence alors une longue marche sur trois colonnes pour les 2 500 hommes du Corps expéditionnaire en direction de Kronstadt.
Le 13 août 1854, au moment où l’amiral Perseval reçoit la reddition du général russe Nikolai Bodisko (en) (gouverneur de la citadelle de Bomarsund), Vassoigne, à la tête de ses hommes, charge héroïquement et obtient la capitulation de la tour de l’île de Presto après plusieurs heures de combats acharnés. La tour était armée de 17 canons et protégée par plus de 250 soldats et artilleurs ennemis. Il fait 158 prisonniers.
Le 12 août 1854, il est fait officier de la légion (?), il recevra la médaille anglaise de la Baltique en novembre 1956 (voir § infra). Distingué par ses chefs, il obtient le commandement supérieur du corps d’occupation en Grèce, qu'il exerce de novembre 1854 à 1856 (Dossier militaire). Il est à la tête de neuf compagnies du 1er Régiment d'Infanterie de Marine et autant du 2e de Marine.
Le 22 septembre 1856, il est nommé colonel et prend le commandement du 3e Régiment de Marine (1856/1859) à Rochefort.
En novembre 1856, le colonel de Vassoigne est distingué de la médaille britannique de la Baltique (décret du 25-10-1856); d'un côté de la médaille, la reine Victoria et de l'autre, Minerve armée d'un trident avec le mot Baltic. Ruban jaune liseré de bleu.
Le 30 décembre 1858, il est fait commandeur de la Légion d’Honneur et prend part à l'expédition de Chine. En 1859, sur ordre du général Cousin-Montauban, il étudie toutes les possibilités d'attaques des forts du Peï-Ho avec le général Collineau et le vice-amiral Protet. Lors de ces combats, il se place à la tête d'une colonne d'attaque et se distingue en pénétrant dans un des forts duquel des militaires ennemis tentaient une retraite. Il fait un grand nombre de prisonniers et récupère plus de 3 000 armes dont des canons. À cette occasion, il est cité à l’ordre du jour par le général Cousin-Montauban, commandant en chef du corps expéditionnaire français, « pour sa belle conduite lors de l’attaque et de la prise des forts de Peï Ho » (21 août 1860).
Le 7 novembre 1860, il est promu général de brigade. Il est dépêché au Tonkin et, avec le 3e régiment d'Infanterie de Marine, il arrive à l'extrême limite de résistance de la mission catholique de Tourane. Là encore, il est remarqué par ses supérieurs pour sa bravoure et l'exemple qu'il donne à ses Marsouins.
À la mi-février 1861, il reçoit pour mission la préparation de l'attaque terrestre des lignes de Ki-Hoa. Il inspecte, étudie et reconnaît les positions de l'adversaire.
Le 24 février 1861, lors de l’attaque du fort des Mandarins (fort de la ligne de Ki-Hoa), alors qu'il donne la charge à la tête d'un de ses éléments, il est gravement blessé par un biscaïen qui lui transperce le bras gauche et le blesse profondément au côté lui perforant le poumon. Le vice-amiral Charner, commandant en chef la Division Navale des Mers de Chine et responsable du corps expéditionnaire de Cochinchine, qui était présent à ses côtés lors des combats, le fera citer à l’ordre de l'Armée pour « sa conduite exceptionnelle lors de l’attaque des lignes et des forts de Ki-Hoa ». À cette occasion, il est décoré par ordre de Sa Majesté la Reine d'Espagne Isabelle II, de la Grand Croix d'Isabelle la Catholique,.
À son retour de Cochinchine française, il est nommé Inspecteur général adjoint de l'Infanterie de la Marine et des Colonies.
Il rejoint la capitale. Il séjourne à Etretat où il rencontre Anaïs Anicet-Bourgeois, fille d'Auguste Anicet-Bourgeois. Veuf, depuis déjà quelques années, il est séduit par cette jolie personne et l'épousera en février 1866.
Le général s'installe à Etretat où il acquiert la villa du comte de Montault par dot en 1866. Cette propriété porte comme nom sur le cadastre régional La villa de Vafsoigne (en vieux français), comme le Marquis écrivait son nom avant l'Empire.
Dire qu'il était assidu à ce village n'est pas un vain mot puisqu'en 1866, il fit don d'un vitrail à l'abbé Monville (curé d’Etretat) pour l'église notre Dame. Sur cette fine verrière nous pouvons lire encore aujourd’hui : « Don du Général et de la Marquise de Vassoigne née Anicet-Bourgeois - 1866 » (vitrail visible dans l'église d'Etretat).
En 1868, lors de la réorganisation des Troupes de la Marine, des corps spéciaux, des bataillons d’apprentis marins fusiliers et des écoles d’Enfants de Troupe, il est nommé Inspecteur général chef d’État-major de l’Arme. Il mène cette réorganisation avec ses adjoints (les généraux Reboul et Martin des Pallières) qui porte sur les effectifs des forces et leurs nouvelles répartitions ; les règlements liés à l'Arme, aux campagnes et aux séjours dans l’Empire colonial, la composition des régiments (quatre d’Infanterie et un d’Artillerie) avec des unités de Génie, de soutien d’échelon et des trains des équipages ainsi que la conception d’une nouvelle tenue (pour la France et dans les colonies de l’Empire).
Le 23 décembre 1868, il est nommé général de division Inspecteur Général des Troupes de la Marine et des Colonies.
À partir de 1869, il fait de nombreuses inspections : au Sénégal, à Cayenne, à l'île Bourbon (La Réunion), à Pondichéry, dans la Cochinchine, en Nouvelle-Calédonie.
En juin 1870, il est élevé dans la dignité de Grand officier de la Légion d’Honneur. En juillet 1870, lors de la crise franco-prussienne, Rigault de la Genouilly, ministre de la Marine et des Colonies, le charge de former une division de Marine à la tête de laquelle avec ses généraux adjoints Reboul et Martin des Pallières il va illustrer cette Arme à Bazeilles.
En septembre 1870, la situation mal expliquée de la reddition de Sedan va l'écarter du chemin de la Gloire. Pourtant sa division s'illustrera dans l'honneur et l'abnégation envers et contre le désespoir de la défaite.
Le 2 septembre 1870, lorsque l'ordre de l'Empereur tombe : « Il faut cesser les combats ! », c’est la mort dans l'âme que le général de Vassoigne se rend à son adversaire. Il s'oppose à ce que tout officier, sous-officier, Marsouin ou Bigor de sa division signe une capitulation jurant sur l'honneur de ne pas reprendre la lutte contre les Nations allemandes en échange de leur libération immédiate. Fait prisonnier, il est emmené en captivité à Dresde (Saxe).
En mars 1871, après les traités de Versailles et de Belfort, il est libéré et rejoint Pau où il tombe gravement malade. Il écrit à son ministre de tutelle pour reprendre le service. Il rejoindra l'Inspection.
Le 24 mai 1873, lors de la démission de Thiers, le général de Vassoigne est reconduit dans ses fonctions d’Inspecteur général des Troupes de la Marine et des colonies par le Maréchal de Mac-Mahon qui devient Président de la République.
Il se retrouve aussi proposé par le duc de Broglie, chef du gouvernement de l’ordre Moral, pour la fonction de Gouverneur de Cochinchine. Pour des raisons familiales et personnelles, il décline cette promotion. N'ayant jamais réellement quitté l'Inspection, il demande sa mise à la retraite le 1er mai 1877 et est admis dans le cadre de réserve. Le 20 février 1880, il obtient ses droits définitifs à la retraite.
Tous les printemps et étés qui suivent, il les passe à Étretat, qu’il affectionne depuis 1862. Il fait connaître cette bourgade à plusieurs amis parisiens notamment à ses aînés, les généraux de division Hubert Lyautey et Mangin et au Vice-amiral Dupetit-Thouars. Il meurt le 3 novembre 1891. Il repose au cimetière du Père Lachaise (4ème division), à Paris.
Dans l'éloge funèbre qu'il prononce lors des obsèques du général de Vassoigne, le médecin général de Marine Béranger-Féraud raconte : « En septembre 1870, quand je fus fait prisonnier par les Bavarois, je fus dirigé vers le général Hartmann qui, à la vue de mon uniforme de marin, me prit pour un aide de camp du général de Vassoigne. Il m'interpella pour me dire : « Dites à votre général que ses soldats de Marine se sont battus comme des lions ! ». Bazeilles ! C'est ce nom qui résonna ce jour-là et qui résuma cette vie bien remplie en vertu du Devoir qu'il avait accompli et, que chaque année les Régiments des Troupes de Marine honorent, à Fréjus, à Bazeilles et dans leurs garnisons ».
En 1898, sept ans après la mort du général de Vassoigne, Nestor Thurin, Martin Arthur Vatinel et Evode Barrey, conseillers municipaux et anciens combattants de 1870 lancent une souscription pour l'érection d'un monument du souvenir de cette guerre.
Prosper Brindejont, maire du village (gendre de Jacques Offenbach) donne l'angle Est du cimetière pour construire ce monument. En attendant, l'acceptation de la préfecture, les anciens combattants du village créent un comité de création du monument commémoratif d'Etretat.

### Carrière militaire
Après la victoire sur les forts du Péio où il se distingue par sa bravoure, il est promu général et nommé commandant de Troupes de marines, il est chargé en 1860 de défendre le fort de Takov à Tianjin, lors de la Seconde guerre de l'opium menée par un corps franco-anglais en Chine.
En 1861, sous les ordres de l'amiral Léonard Charner, il est blessé à Ki-Hoa, lors de la prise par un corps franco-espagnol du camp retranché du fort des Mandarins (région de Saïgon), verrou qui commandait le passage vers la ville de Saïgon (Cochinchine).
En 1870, il commande la 3e division de Marche de l'Infanterie de la Marine impériale (la Division bleue) appartenant au douzième corps d'armée du général Lebrun chargé de défendre Sedan. La Division bleue est composée de fantassins de marine les marsouins et d'artilleurs de marine (les bigor), qui se distingue particulièrement à la bataille de Beaumont et celle de bataille de Bazeilles reprenant trois fois le village au Ier corps d'armée bavarois du général Von Der Tann-Rathsamausen.

### Affaire des objets volés en Chine
Un riche collectionneur chinois fit l'offre la plus élevée, mais refusa ensuite de payer.

## Honneurs
- Grand officier de la Légion d'honneur[11] ;
- Médaille de la Baltique ;
- Médaille commémorative de l'expédition de Chine (1860)
- Grand-officier de l'ordre royal du Cambodge
- Grand-croix de l'ordre d'Isabelle la Catholique[6].